# Roger Vercel

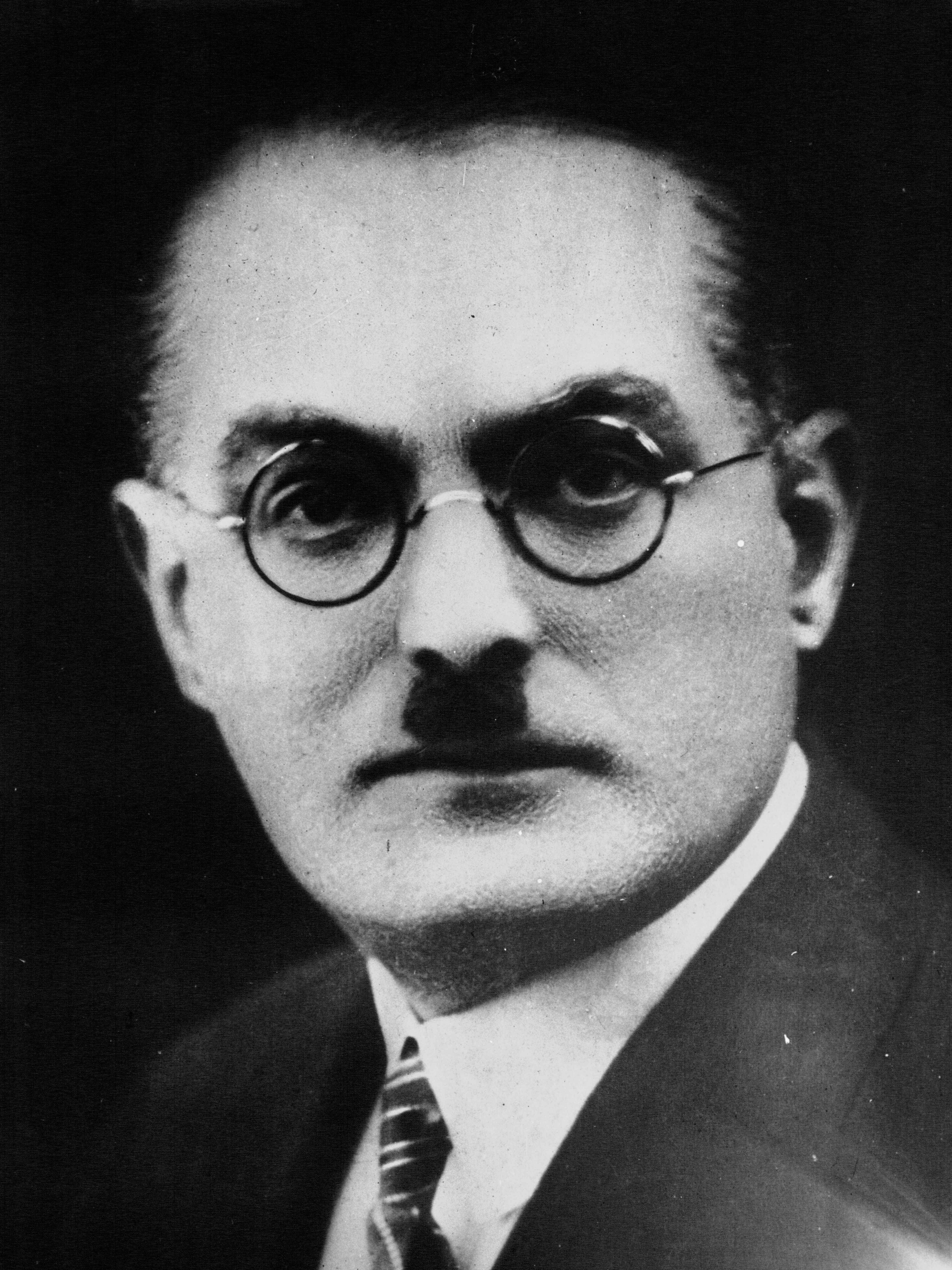
Vercel 1934

Roger Vercel, född som Roger Cretin, 8 januari 1894 i Le Mans, död 26 februari 1957, var en fransk författare. Under första världskriget deltog han i slagen vid Yser, Champagne och Somme. Han doktorerade 1927 med en avhandling om Pierre Corneille och romandebuterade tre år senare.
År 1932 fick han Prix du Comité Fémina France-Amérique för romanen Förbjuden kust, om kaptenen på en fiskebåt på väg mot Grönland. Hans roman Capitaine Conan, som bygger på hans erfarenheter från första världskriget, tilldelades Goncourtpriset 1934. Världskriget är även ämnet i romaner som Notre père Trajan och Lena. Ett flertal filmer har gjorts med Vercels  böcker som förlaga, bland annat Stormnätter från 1941 i regi av Jean Grémillon och Capitaine Conan från 1996 i regi av Bertrand Tavernier.